# Dysgonia calefasciens
Dysgonia calefasciens  là một loài bướm đêm thuộc họ Erebidae. Nó được tìm thấy ở khu vực đông bắc của Himalaya, Thái Lan, Sundaland, Philippines tới Seram.